# Vernon Smith
Vernon Lomax Smith (Wichita, Kansas; 1 de enero de 1927) es un economista estadounidense y profesor de economía y derecho empresarial en la Universidad de Chapman. Anteriormente fue profesor de economía en la Universidad de Arizona, profesor de economía y derecho en la Universidad George Mason y miembro del consejo del Mercatus Center. Junto con Daniel Kahneman, Smith compartió el Premio Nobel de economía de 2002 por sus contribuciones a la economía del comportamiento y su trabajo en el campo de la economía experimental. Trabajó para establecer "los experimentos de laboratorio como herramienta en el análisis económico empírico, especialmente en el estudio de mecanismos de mercado alternativos".

## Primeros años y educación
Smith nació en Wichita (Kansas), donde asistió a la Wichita North High School y a la Friends University. Grover Bougher, el primer marido de la madre de Vernon, que trabajaba como bombero en el ferrocarril de Santa Fe, murió en un trágico accidente que resultó fundamental. El dinero del seguro de vida proporcionado por el ferrocarril de Santa Fe se invirtió en una granja que se convirtió en el único medio de supervivencia de la familia de Vernon durante los duros años de la Gran Depresión. Aunque la granja supuso un trabajo duro y tiempos difíciles para los padres de Vernon, a éste le gustaban las experiencias aventureras. Su interés de toda la vida por aprender cómo funcionan las cosas surgió de su infancia en la granja.
Smith se licenció en ingeniería eléctrica en Caltech en 1949, obtuvo un máster en economía en la Universidad de Kansas en 1952 y un doctorado en economía en la Universidad de Harvard en 1955.

## Carrera académica
El primer puesto de profesor de Smith fue en la Krannert School of Management de la Universidad de Purdue, que ocupó desde 1955 hasta 1967, alcanzando el rango de profesor titular.
Smith también enseñó como profesor asociado visitante en la Universidad de Stanford (1961-1962) y allí entró en contacto con Sidney Siegel, que también estaba trabajando en economía experimental. Smith se trasladó con su familia a Massachusetts y consiguió un puesto primero en la Universidad de Brown (1967-1968) y luego en la Universidad de Massachusetts (1968-1972). Smith también recibió nombramientos en el Center for Advanced Study in the Behavioral Sciences (1972-1973) y en Caltech (1973-1975).
Gran parte de la investigación que le valió a Smith el Premio Nobel de Economía se llevó a cabo en la Universidad de Arizona entre 1976 y 2001. En 2001, Smith dejó Arizona por la Universidad George Mason. También en 2001, recibió un doctorado honorífico de la Universidad Francisco Marroquín, en Guatemala. 
De 2003 a 2006, ocupó la Cátedra Rasmuson de Economía en la Universidad de Alaska Anchorage. En 2008, Smith fundó el Instituto de Ciencias Económicas de la Universidad de Chapman en Orange, California.
Smith ha formado parte del consejo de redacción de American Economic Review, Cato Journal, Journal of Economic Behavior and Organization, Science, Economic Theory, Economic Design y Journal of Economic Methodology. También ha sido experto del Consenso de Copenhague.

## Trabajo académico
Fue en Purdue donde comenzó el trabajo de Smith en economía experimental. Como lo describe Smith:
En el semestre de otoño de 1955, enseñé Principios de Economía, y me pareció un reto transmitir la teoría microeconómica básica a los estudiantes. ¿Por qué y cómo podía un mercado aproximarse a un equilibrio competitivo? Decidí que el primer día de clase del siguiente semestre intentaría llevar a cabo un experimento de mercado que diera a los estudiantes la oportunidad de experimentar un mercado real, y a mí la oportunidad de observar uno en el que yo conocía, pero ellos no sabían cuáles eran las supuestas condiciones impulsoras de la oferta y la demanda en ese mercado.
Al plantear el experimento, Smith varió ciertos parámetros institucionales vistos en los primeros experimentos de economía en el aula realizados por Edward Hastings Chamberlin: en particular, realizó los experimentos durante varios periodos de negociación, para dar a los sujetos estudiantes tiempo para entrenarse.
En Caltech, Charles Plott animó a Smith a formalizar la metodología de la economía experimental, lo que hizo en dos artículos. En 1976 se publicó "Experimental Economics: Induced Value Theory" en la American Economic Review (AER). Fue la primera articulación de los principios en los que se basan los experimentos económicos. Seis años después, estos principios se ampliaron en "Microeconomic Systems as an Experimental Science", también en la AER. Este documento adapta los principios del diseño de mecanismos, un sistema microeconómico desarrollado por Leonid Hurwicz, al desarrollo de experimentos económicos. Según la formulación de Hurwicz, un sistema microeconómico consta de un entorno económico, una institución económica (o mecanismo económico) y un resultado económico. El entorno económico es simplemente las preferencias de las personas en la economía y las capacidades de producción de las empresas en la economía. La idea clave de esta formulación es que el resultado económico puede verse afectado por la institución económica. El diseño del mecanismo proporciona un medio formal para probar el rendimiento de una institución económica, y la economía experimental, tal como la desarrolló Smith, proporcionó un medio para la evaluación empírica formal del rendimiento de las instituciones económicas. La segunda contribución principal del artículo es la técnica de los valores inducidos, el método utilizado en los experimentos de laboratorio controlados en economía, ciencias políticas y psicología, que permite a los economistas experimentales crear una réplica de un mercado en un laboratorio. A los sujetos de un experimento se les dice que pueden producir una "mercancía" a un coste y luego venderla a los compradores. El vendedor gana la diferencia entre el precio recibido y su coste. A los compradores se les dice que la mercancía tiene un valor para ellos cuando la consumen, y ganan la diferencia entre el valor de la mercancía para ellos y su precio. Utilizando esta técnica, Smith y sus coautores han examinado el rendimiento de mecanismos de comercio alternativos en la asignación de recursos.
En febrero de 2011, Smith participó en la "Visiting Scholars Series" en los Nicholas Academic Centers de Santa Ana, California, realizada en colaboración con la Universidad de Chapman. Smith y su colega Bart Wilson llevaron a cabo experimentos diseñados para exponer a estudiantes de secundaria de barrios desfavorecidos a la dinámica del mercado y a cómo conceptos como el altruismo influyen en el comportamiento económico.
Smith es autor o coautor de artículos y libros sobre teoría del capital, finanzas, Economía de recursos naturales y economía experimental. También fue uno de los primeros en proponer el diseño de subastas combinatorias, con Stephen J. Rassenti y Robert L. Bulfin en 1982.
En enero de 2009, Smith firmó una petición pública en contra de la aprobación de la Ley de Reinversión y Recuperación de Estados Unidos. En un estudio del Econ Journal Watch de 2010, se descubrió que Smith era uno de los más activos firmantes de peticiones entre los economistas estadounidenses.
El Premio Vernon Smith para el Avance de la Economía Austriaca lleva su nombre y está patrocinado por el Centro Europeo de Economía Austriaca.

## Vida personal
En febrero de 2005, Smith atribuyó públicamente rasgos de su personalidad al síndrome de Asperger tras un proceso de autodiagnóstico.